# Departamentul de Relații Internaționale și Integrare Europeană din cadrul Școlii Nationale de Studii Politice și Administrative
Departamentul de Relații Internaționale și Integrare Europeană (abreviat DRIIE) este o facultate în cadrul Școlii Nationale de Studii Politice și Administrative. Departamentul organizează programe masterale și doctorale.
Departamentul de Relații Internaționale și Integrare Europeană (abreviat DRIIE) este o facultate de stat, parte componentă a Școlii Nationale de Studii Politice și Administrative, localizată în București, România. Creat în 1990, Departamentul de Relații Internaționale și Integrare Europeană este o instituție de sine stătătoare. Deține 11 specializări de studii masterale, in domeniul relațiilor internaționale și al studiilor europene: Relații Internaționale și Integrare Europeană, Analiza și Soluționarea Conflictelor, Politică și Economie Europeană, Evaluarea Politicilor și a Programelor Publice Europene, Security and Diplomacy (în limba engleză), Studii Latino - Americane (bilingv: engleză și spaniolă), Development, International Cooperation and Humanitarian Aid, Modelul European. Economia Socială Europeană, Diplomație și Negociere, Studii Avansate în Relații Internaționale și Integrare Europeană și Security and Tehnology (în limba engleză). Este o instituție academică acreditată de către ARACIS.
Dezambiguizare: Facultatea de Științe Politice din SNSPA oferă programe universitare de licență, în conformitate cu Legea nr. 288/2004, în specializările:
Științe Politice (specializare acreditată)
Sociologie (specializare acreditată)
Relații Internaționale și Studii Europene (autorizată). Departamentul de Relații Internaționale și Integrare Europeană, facultate autonomă care oferă programe de masterat și doctorat nu trebuie confundat cu specializarea Relații Internaționale și Studii Europene, din cadrul Facultății de Științe Politice a SNSPA.

## Istoric
Departamentul de Relații Internaționale și Integrare Europeană este domeniul fondator al Școlii Naționale de Studii Politice și Administrative. În ianuarie 1990, un grup de specialiști în Relații Internaționale condus de Vasile Secăreș a elaborat conceptul unei școli de pregătire a noilor elite capabile să-și asume sarcina transformării României. Din acest grup făceau parte Ioan Mircea Pașcu, Dan Mircea Popescu, Adrian Severin, Constantin Ene, adăugându-se ulterior Mugur Isărescu, Victor Babiuc, Ioan Talpeș, ș.a. Astfel, Școala Națională de Studii Politice și Administrative a fost înființată, în cadrul Universității din București, sub forma Facultății de Înalte Studii Politice, prin Hotărârea Guvernului României nr. 220/1/PR din 19 ianuarie 1990, începându-și activitatea, cu trei secții, în octombrie 1990.
Pe baza experienței din primul an și cu aportul semnificativ al unor personalități ca Dan Mircea Popescu si Victor Babiuc, în anul 1991 Școala Națională de Studii Politice și Administrative a devenit o instituție de sine stătătoare, în urma Hotărârii Guvernului României nr. 183/1991, încorporând în structura sa Facultatea de Înalte Studii Politice din cadrul Universității din București. S-a creat astfel un cadru de pregătire profesională de elită, bazat pe programe de nivel postuniversitar, comparabil și compatibil cu cel existent în țările dezvoltate din Europa Occidentală sau în Statele Unite ale Americii. Primul decan al Departamentului de Relații Internaționale – și organizator al acestuia – a fost prof. univ. dr. Ioan Mircea Pașcu.
Initiațiva organizării sale pornea de la cerințele situației cu care se confrunta România după Decembrie 1989 în privința formării/perfecționării specialiștilor în stiințele politice și administrative, de la necesitatea creării resurselor de expertiză în aceste domenii, a pregătirii unor specialiști pentru domeniul public, în sectoarele critice ale gestiunii proceselor economice, politice și sociale la nivel național și local, în condițiile reformei și ale strategiei de integrare în structurile europene și euro-atlantice.
Un rol important în organizarea Departamentului ca o structură modernă, dinamica a revenit primului Program Tempus în domeniul Studiilor Europene, desfășurat în cadrul sau începând cu 1991. Programul a permis desfășurarea unor semestre de studiu la universitățile partenere, precum și schimburi de profesori, facilitând astfel conectarea la dezbaterile privind organizarea Studiilor Europene.
Departamentul de Relații Internaționale și Integrare Europeană a fost gândit în așa fel încât sa asigure o strânsă legătură între pregătirea teoretică și practica în sfera politicii externe, de securitate sau apărare.

## Corp profesoral

### Cadre didactice
- Decan: Lect. univ. dr. Ioana Roxana Melenciuc Ioan
- Prof. univ. dr. Iordan Bărbulescu
- Prof. univ. dr. Vasile Secăreș
- Prof. univ. dr. Daniel Dăianu
- Prof. univ. dr. Mihail E. Ionescu
- Prof. univ. dr. George Cristian Maior
- Prof. univ. dr. Ioan Mircea Pașcu
- Prof. univ. dr. George Voicu
- Prof. univ. dr. George Anglițoiu
- Conf. univ. dr. Radu - Sebastian Ungureanu
- Conf. univ. dr. Constantin Buchet
- Conf. univ. dr. Mihai Cercel
- Lect. univ. dr. Răzvan Cotovelea
- Lect. univ. dr. Radu Cucută
- Lect. univ. dr. Oana Ion
- Lect. univ. dr. Nicolae Toderaș
- Lect. univ. dr. Miruna Butnaru-Troncotă
- Lect. univ. dr. Radu Cucută
- Lect. univ. dr. Alexandru Mihai Ghigiu
- Lect. univ. dr. Victor Negrescu
- Lect univ. dr. Gabriel Micu
- Lect. univ. dr. Ioana Dodi

### Cadre didactice asociate
- Prof. univ. dr. Alina Bârgăoanu
- Prof. univ. dr. Bogdan Aurescu
- Prof. univ. dr. Mihai Păunescu
- Prof. univ. dr. Oana Iucu
- Prof. univ. dr. Adrian Miroiu
- Prof. univ. dr. Remus Pricopie
- Conf. univ. dr. Dragoș Bărbieru
- Conf. univ. dr. Iulian Chifu
- Conf. univ. dr. Sorin Ducaru
- Lect. univ. dr. Șerban Cerkez
- Lect. univ. dr. Alice Iancu

## Studii masterale
DRIIE oferă o serie de programe masterale specializate, atât în regim subvenționat de la bugetul de stat, cât și în regim nesubvenționat, în domeniul Relațiilor Internaționale, studiilor de securitate și studiilor europene, cu durata de 4 semestre, corespunzătoare unui număr de 120 de credite transferabile (ECTS), la forma de învățământ zi. Toate masteratele organizate de catre DRIIE sunt acreditate de Agenția Română de Asigurare a Calității în Învățământul Superior (ARACIS).
Aceste programe sunt concepute și derulate cu obiectivul strategic al oferirii către cursanți a competențelor esențiale unei cariere de succes în aria profesională dinamică a relațiilor internaționale și integrării europene.
Numeroși absolvenți ai DRIIE ocupă deja poziții relevante în administrația publică centrală (de exemplu, Ministerul Afacerilor Externe, direcțiile de relații internaționale/afaceri europene din ministerele Guvernului României, autorități, agenții sau consilii), companii multinaționale, mass-media, organizații și misiuni internaționale, mediul academic, firme de management al fondurilor europene etc.
Oferta masterală a DRIIE se adresează deopotrivă absolvenților de Relații Internaționale, Studii Europene, Științe Politice, Istorie, dar și celor de Limbi Străine, Litere, Sociologie, Comunicare sau economiștilor, care doresc să își completeze studiile pentru a-și crește șansele de a accede la o poziție în cadrul instituțiilor Uniunii Europene, ONU, NATO, OSCE, Băncii Mondiale, Fondului Monetar Internațional, Organizației Mondiale a Comerțului etc.
Absolvenții masteratelor oferite de DRIIE dobândesc sau își completează pregătirea pentru a deveni diplomați, specialiști sau negociatori în cadrul instituțiilor și organizațiilor internaționale, experți în ministere, consilii județene, prefecturi sau primării, evaluatori ai politicilor și programelor publice, experți în atragerea fondurilor europene, mediatori ai conflictelor internaționale etc.
Pentru cetățenii Republicii Moldova și pentru cei din Diaspora și Balcani sunt alocate locuri speciale de către Ministerul Educației. Cei interesați de acestea trebuie să contacteze secretariatul DRIIE, pentru a obține mai multe informații.

### Studii Latino - Americane (bilingv: engleză și spaniolă)
Programul masteral în domeniul studiilor latino-americane este o inițiativă a Institutului de Studii Latino-Americane și a Departamentului de Relații Internaționale și Integrare Europeană, din cadrul Școlii Naționale de Studii Politice și Administrative și este  primul program de acest gen din România.
Creionarea unui astfel de program a venit din nevoia de a răspunde cerințelor și schimbărilor ce au loc în sistemul internațional, statele din America Latină devenind tot mai interesante pentru comunitatea internațională.
Vom încerca ca prin intermediul cursurilor bilingve (engleză și spaniolă) să familiarizăm stundenții cu evoluțiile din spațiul latino-american, să analizăm fenomenele care au determinat diferitele acțiuni și mai ales să încercăm să previzionăm relațiile statelor din această zonă cu Uniunea Europeană, Statele Unite ale Americii sau alți actori relevanți din sistemul internațional.
Programul își propune să devină un punct de interes regional pentru persoanele care vor să-și desăvârșească pregătirea în domeniul relațiilor internaționale și să dobândească expertiză în problematica Americii Latine.

### Development, International Cooperation and Humanitarian Aid
În acest context este o nevoie tot mai mare de specialisti capabili sa înteleaga noul statut de donator international al României si sa urmeze o cariera disponibila în sistemul national de asistenta pentru dezvoltare cât si în reteaua internationala de organisme neguvernamentale si institutii europene si internationale de profil aflata în continua crestere. Programul masteral din domeniul dezvoltare, cooperare internationala si ajutor umanitar vine sa sprijine acest efort de formare a viitorilor specialisti români oferind un parcurs practic si integrat pe insertia profesionala a masteranzilor. Programul se desfasoara în limba engleza si se adreseaza absolventilor de studii universitare de licenta interesati de o cariera internationala concentrata pe dimensiunea dezvoltarii internationale. Totodata, programul de masterat este adresat si functionarilor din administratia publica centrala dar si locala întrucât Uniunea Europeana solicita expertiza si aloca fonduri atât mecanismelor de cooperare guvernamentala cât si locala.

### Security and Diplomacy
Programul de masterat Security and Diplomacy este practic continuatorul de peste ani al masteratului de mare succes „NATO Senior Executive Master”, cel care a asigurat formarea profesională a celor care au lucrat sau lucrează pentru România la NATO.
Programul se desfășoară în limba engleză și se adresează absolvenților de studii universitare în regim Bologna (3 ani) sau absolvenților de studii universitare de lungă durată (4 ani sau peste) interesați de o carieră diplomatică, aprofundând astfel domeniul studiilor de securitate și diplomației. Totodată, programul de masterat este adresat și funcționarilor din administrația publică centrală din domeniul relațiilor internaționale în vederea îmbunătățirii performanțelor analitice și de expertiză în privința securității și diplomației.

### Relații Internaționale și Integrare Europeană
Acest program se adresează absolvenților de studii universitare în regim Bologna (3 ani) sau absolvenților de studii universitare de lungă durată (4 ani sau peste). Pot aplica la acest program:
- absolvenți în domeniul științelor politice, relații internaționale, istorie etc., care doresc să-și aprofundeze cunoștințele;
- absolvenți ai oricăror altor studii universitare, care doresc să se centreze pe dimensiunea internațională a domeniului lor de specialitate (economiști, juriști, ingineri, lingviști, traducători, translatori etc.).

Programul le oferă acestora posibilitatea de a dobândi informații privind marile teme ale politicii mondiale, teoria relațiilor internaționale, instituțiile și politicile Uniunii Europene, partidele și organizațiile politice ale Uniunii Europene, relațiile UE cu alte organizații internaționale etc.

### Analiza și Soluționarea Conflictelor
Acest program se adresează absolvenților de studii universitare în regim Bologna (3 ani) sau absolvenților de studii universitare de lungă durată (4 ani sau peste). Pot aplica la acest program:
- absolvenți în domeniul științelor politice, relații internaționale, istorie etc., care doresc să-și aprofundeze cunoștințele;
- absolvenți ai oricăror altor studii universitare, care doresc să se centreze pe dimensiunea internațională a domeniului lor de specialitate (economiști, juriști, ingineri, lingviști, traducători, translatori etc.).

Programul le oferă acestora posibilitatea de a dobândi informații în domeniul managementului și analizei de conflict, prevenirii conflictelor internaționale, reconstrucției post-conflict, analizei deciziei în perioade de criză, teoriei relațiilor internaționale, structurilor și centrelor de putere ale lumii, precum și în alte domenii.

### Diplomație și Negociere
Acesta este adresat persoanelor care practică sau doresc să practice activități diplomatice și de negociere internationale. Abordarea curriculară este făcută din perspectiva științelor politice, însă – ținând cont de natura specializării – conține numeroase elemente de interdisciplinaritate, presupunând cunoștințe de bază în cel puțin una din specializările: Științe Politice, Sociologie, Administrație Publică, Administrație europeană, Relații internaționale și integrare europeană, Drept, Drept european, Comunicare și relații publice, Psihologie, Filosofie.
Misiunea principală a Programului de Masterat în Diplomație și Negocieri Internationale este de a forma specialiști calificați în domeniul relațiilor externe, acest segment de pe piața muncii fiind în plină expansiune și diversificare. Departamentul nostru doreste sa continue prin initierea acestui program masteral activitatea de specializare in domeniul diplomatic a viitor specialisti in domeniu si sa completeze astfel oferta diversificata si pluridiciplinara a curriculum-ului ciclului doi Bologna din România.

### Evaluarea Programelor și Politicilor Publice Europene
Este primul program acreditat în România prin care se urmărește pregătirea viitorilor experți în evaluarea de politici publice și programe europene. Mai mult, acesta a fost și inclus în studiul anual publicat de Universitatea din Berna, Elveția, cu privire la programele de masterat din domeniul evaluării de politici și programe publice existente în Europa.
Calificarea de evaluator de programe si politici publice europene a fost validata de catre Autoritatea Nationala pentru Calificari. Validarea acestei calificari de master se bazeaza pe faptul ca specializarea propusa are un caracter inovativ si prezinta interes pentru comunitatea academica, fiind în acelasi timp conectata cu cerințele pieței la nivel național si internațional. Astfel, această specializare nu doar contribuie la acoperirea unei arii importante pentru învațământul superior din România, dar si raspunde unei nevoi reale a societății, vizând reducerea deficitului de specialisti în evaluarea propunerilor de proiecte cu finanțare din partea Uniunii Europene. Pentru informații suplimentare despre proiectul EVAL-EPPP va invităm să accesați pagina web http://www.scoaladeevaluare.ro/ Arhivat în 30 mai 2013, la Wayback Machine..
Acest program continuă și dezvoltă proiectul PHARE RO/2005/017-553.05.03 – Dezvoltarea unei Comunități Profesioniste de Evaluare în România, realizat de SNSPA, împreună cu Deloitte România.
EPPPE se adresează absolvenților de studii universitare în regim Bologna (3 ani) sau absolvenților de studii universitare de lungă durată (4 ani sau peste). Orice domeniu este eligibil (agricultură, construcții, contabilitate, economie, inginerie, mediu, științe sociale, turism etc.).
Programul le oferă celor care îl urmează posibilitatea de a dobândi informații în ceea ce privește evaluarea de proiecte și managementul fondurilor europene, metodele de evaluare economică și de cercetare socială, teorii și practici de evaluare a politicilor și programelor publice, elemente de audit și evaluare financiară, ș.a. Abilitățile practice vor fi consolidate prin internship-uri cu durata cuprinsă între 2 săptămâni și 3 luni, realizate în cadrul unor instituții sau organizații precum Ministerul Fondurilor Europene, Organisme Intermediare, Societatea Academică din România, ANOFM, Autoritatea Națională pentru Cercetare Științifică, Institutul de Evaluare, Ernst & Young, ș.a.

### Politică și Economie Europeană
Acest program se adresează absolvenților de studii universitare în regim Bologna (3 ani) sau absolvenților de studii universitare de lungă durată (4 ani sau peste). Pot aplica la acest program:
- absolvenți în domeniul științelor politice, economice, relații internaționale, istorie etc., care doresc să-și aprofundeze cunoștințele;
- absolvenți ai oricăror altor studii universitare, care doresc să se centreze pe dimensiunea internațională a domeniului lor de specialitate (juriști, ingineri, lingviști, traducători, translatori etc.).

Programul le oferă acestora posibilitatea de a dobândi informații în domeniul integrării economice europene, al politicilor comune europene și al proceselor specifice pe care acestea le presupun, inclusiv gestionarea fondurilor europene și a programelor europene de finanțare etc.

### Modelul European. Economie Socială Europeană
Programul de studii universitare de masterat Modelul European. Economia Socială Europeană este adresat persoanelor care practică activități în domeniul economiei sociale, sau celor care doresc să se implice și/sau să dezvolte organizații cu vocație socială. Abordarea curriculară este făcută din perspectiva domeniului Științelor Politice (cu deschidere către domeniul Relații internaționale și studii europene), însă – ținând cont de natura specializării – conține numeroase elemente de inter-disciplinaritate, presupunând cunoștințe de bază în cel puțin una dintre specializările: Științe politice; Sociologie; Asistență socială; Administrație publică; Administrație europeană; Relații internaționale și studii europene; Drept; Drept European; Management; Relații economice internaționale; Comunicare și relații publice; Filosofie; Protecția mediului.
În ultimele decenii, economia socială nu numai că și-a afirmat capacitatea de a contribui în mod eficient la rezolvarea noilor probleme sociale, ci și-a consolidat și poziția de instituție indispensabilă pentru o dezvoltare economică durabilă și stabilă. În această calitate, economia socială urmărește să adapteze serviciile nevoilor, să sporească valoarea activităților economice care satisfac nevoile sociale și să asigure o distribuție mai echitabilă a veniturilor și a bogăției, corectând dezechilibrele de pe piața muncii și reușind să aprofundeze și să consolideze democrația economică. Dat fiind acest context, misiunea principală a Programului de masterat Modelul European. Economia Socială Europeană este cea de a forma specialiști în domeniu, în vederea satisfacerii cererii de persoane calificate pentru acest segment de piață aflat în plin proces de extindere și diversificare.

### Studii aprofundate de relații internaționale și integrare europeană
Acest program masteral se adresează absolvenților de studii superioare interesați de cercetarea proceselor și a evoluției Uniunii Europene dintr-o perspectivă teoretică specifică și celor care doresc să-și construiască expertiza pe zona teoretică a politicii internaționale. Astfel urmareste sa formeze specialiști cu înaltă calificare în domeniu și sa pregateasca candidații la studii de doctorat în Științe politice. Programul răspunde unei nevoi specifice cauzate de integrarea României în Uniunea Europeană prin conectarea dezbaterilor academice și a direcțiilor de cercetare în domeniu din România la cele din Uniune, cu scopul de a depăși decalajele existente și de a contribui la o mai bună înțelegere, din partea publicului larg, a Uniunii Europene și a sistemului internațional din care România face parte.

### Security and Tehnology
Programul se desfășoară în limba engleză și se adresează persoanelor interesate de o carieră în instituțiile publice din România și Uniunea Europeană, în organizațiile internaționale care activează în zonele digitalizare și securitate cibernetică, sau în mediul privat.Totodată, programul de masterat este adresat și funcționarilor din administrația publică centrală dar și locală, întrucât România are nevoie de experți care să coordoneze procesul de digitalizare a instituțiilor și serviciilor publice.
Pentru pregătirea studenților, masteratul oferă o gamă variată de cursuri interdisciplinare care vizează domenii precum: Securitate cibernetică, Societate și tehnologie, Studii de securitate, Introducere în informatică, Reglementări internaționale ale spațiului cibernetic, Piața Unică Digitală sau Teorii ale relațiilor internaționale.
Programul masteral Security and Technology vine să sprijine efortul de formare a viitorilor specialiști, oferind un parcurs practic și integrat pe inserția profesională a masteranzilor.

## Cercetare

### Institute
- Centrul de Studii Europene
- Institutul de Evaluare a Programelor și Politicilor Publice Europene
- Institutul de Studii Latino - Americane
- Institutul pentru Studierea Evenimentelor Extreme
- Centrul de Studii Europene asupra Migratiei Umane
- Institutul pentru Cooperare Internațională și Dezvoltare

### Reviste
- Europolity. Continuity and Change in European Governance
- European Journal of Latin American Studies/Revista Europea de Estudios Latinoamericanos

## Mobilități Erasmus pentru studenți
Prin intermediul ERASMUS+, studentii se pot bucura de mai mult decat de o vizita de studiu, pentru multi dintre acestia programul marcand prima experienta prin care constientizeaza statutul de cetateni europeni. In urma experientei, ei isi imbunatatesc competentele lingvistice si dobandesc aptitudini noi, utile pe piata muncii, cum ar fi flexibilitatea si capacitatea de a se adapta la medii multiculturale. Durata studiilor in strainatate pentru studentii ERASMUS+ cuprinsi in programul de mobilitate este de minimum 3 luni si de maximum 12 luni. Pentru perioade de studiu mai mari de 3 luni pot fi prevazute si stagii de practica, in continuarea perioadei de studii; Programul ERASMUS implica 4000 de universitati din 33 de state europene, iar studentii ce opteaza pentru acesta nu trebuie sa plateasca taxa de inscriere institutiei gazda. Mai mult, studentii ERASMUS vor primi in medie 300 euro pe luna, iar la intoarcerea acasa, acestora le vor fi recunoscute toate cursurile urmate prin obtinerea de credite transferabile, ECTS.

## Facilități studenți

### Cazare
Căminul S.N.S.P.A. nr. 1 din Băneasa dispune de 252 locuri: 38 de camere de câte 6 locuri (228 locuri); 6 camere de câte 4 locuri (24 locuri). Căminul S.N.S.P.A. nr. 2 din Băneasa dispune de 162 locuri: 39 de camere a câte 4 locuri (156 locuri); 3 garsoniere a câte 2 locuri (6 locuri). Căminul S.N.S.P.A. nr. 3 Cernica dispune de134 locuri după cum urmează: 2 apartamente; 23 de camere de câte 1 loc (23 locuri); 46 de camere de câte 2 locuri (92 locuri); 3 camere de câte 3 locuri (9 locuri); 2 camere de câte 4 locuri (8 locuri).

### Bibliotecă și baze de date
Studenții pot consulta lucrările disponibile în biblioteca SNSPA și pot accesa unele dintre cele mai importante baze de date internaționale în care sunt indexate reviste de prim interes în domeniul științelor sociale.
- EBSCO
- SAGE
- JSTOR

## Absolvenți de seamă
- Ireny Comarovschi, ambasador al României în Polonia
- Lucian Fătu, ambasador al României în Lituania
- Ioan Jinga, ambasador al României în Marea Britanie
- Silvia Stancu, ambasador al României în Austria

Guvernul Republicii Moldova a aprobat în iunie-august 2010, candidaturile a 18 ambasadori care primiseră în prealabil agremente din partea țărilor în care urmează să-și desfășoare activitatea diplomatică. 
Din cei 18 ambasadori aprobați, 10 ambasadori sunt absolvenți ai Departamentului de Relații Internaționale și Integrare Europeană din SNSPA. Aceștia sunt: 
- Iurie Reniță, ambasador al Republicii Moldova în România
- Emil Druc, ambasador al Republicii Moldova în Regatul Suediei
- Tatiana Pîrvu, ambasador al Republicii Moldova pe lângă Consiliul Europei
- Valeriu Chiveri, ambasador al Republicii Moldova în Republica Austria, la OSCE și agențiile specializate ONU de la Viena
- Aureliu Ciocoi, ambasador al Republicii Moldova în Germania
- Igor Klipii, ambasador al Republicii Moldova în Lituania
- Igor Bodiu, ambasador al Republicii Moldova în Azerbaijan
- Alexandru Codreanu, ambasador al Republicii Moldova în Ungaria
- Igor Munteanu, ambasador al Republicii Moldova în Statele Unite ale Americii
- Mihai Gribincea, ambasador al Republicii Moldova în Regatul Belgia și pe lângă NATO.

De asemenea, printre absolvenții SNSPA se numara Andrei Popov, viceministru al Afacerilor Externe și Integrării Europene al Republicii Moldova și Vlad Lupan, consilier de politica externa al Președintelui interimar al Republicii Moldova. 